# Baixada de Sant Miquel
La Baixada de Sant Miquel és un carrer de Barcelona, el qual, com totes les baixades, correspon a una sortida de la ciutat a través d'un esvoranc fet a la muralla romana.

## Etimologia
El nom li ve donat per una imatge de l'arcàngel Miquel que hi havia damunt del portal d'entrada a la baixada, al xamfrà amb el carrer d'Avinyó.

## Número 8, Palau dels Comtes de Centelles
És un palau construït amb carreus de pedra de Montjuïc per Lluís de Centelles entre la fi del segle XV i els inicis del xvi, sobre una construcció del segle xiii.
La façana presenta una porta de dovelles i finestres emmotllurades, algunes reconvertides en balcons. Com tots els edificis gòtics, l'element central és el pati amb escala oberta formant una galeria; el primer tram d'arcades és un afegitó del segle xix, que condueix a la porta renaixentista que dona accés al pis principal. Al vestíbul, hi podem veure l'escut dels Centelles.
El palau va ésser la residència de la família Centelles, emparentada a mitjan segle xix amb els ducs de Solferino, nom amb què, de vegades, es designa també el palau. Actualment, és la seu del Consell Consultiu de la Generalitat de Catalunya.